# FIVB World Tour 2017 der Frauen
Die FIVB World Tour 2017 der Frauen bestand aus 17 Beachvolleyball-Turnieren. Diese waren in Kategorien eingeteilt, die durch Sterne bezeichnet wurden. Drei Major-Turniere gehörten in die Kategorie mit fünf Sternen, zwei Turniere hatten vier Sterne, drei drei Sterne, drei zwei Sterne und sechs Turniere waren mit einem Stern am geringsten bewertet. Hinzu kamen die Weltmeisterschaft in Wien und das Saisonfinale in Hamburg. Die anschließenden Turniere in Qinzhou, Aalsmeer und Sydney fanden in der Saison 2017/18 statt.

## Turniere

### Übersicht
Die folgende Tabelle zeigt alle Turniere der FIVB World Tour 2017.
| Austragungsort  | Land                | Kategorie         | Datum                       |
| --------------- | ------------------- | ----------------- | --------------------------- |
| Fort Lauderdale | Vereinigte Staaten  | 5 Sterne          | 7. bis 12. Februar 2017     |
| Shepparton      | Australien          | 1 Stern           | 4. bis 5. März 2017         |
| Sydney          | Australien          | 2 Sterne          | 17. bis 19. März 2017       |
| Langkawi        | Malaysia            | 1 Stern           | 15. bis 16. April 2017      |
| Xiamen          | Volksrepublik China | 3 Sterne          | 20. bis 23. April 2017      |
| Rio de Janeiro  | Brasilien           | 4 Sterne          | 18. bis 21. Mai 2017        |
| Moskau          | Russland            | 3 Sterne          | 31. Mai bis 4. Juni 2017    |
| Den Haag        | Niederlande         | 3 Sterne          | 15. bis 18. Juni 2017       |
| Jiangning       | Volksrepublik China | 2 Sterne          | 16. bis 18. Juni 2017       |
| Monaco          | Monaco              | 1 Stern           | 17. bis 18. Juni 2017       |
| Nantong         | Volksrepublik China | 2 Sterne          | 23. bis 25. Juni 2017       |
| Poreč           | Kroatien            | 5 Sterne          | 27. Juni bis 1. Juli 2017   |
| Gstaad          | Schweiz             | 5 Sterne          | 4. bis 9. Juli 2017         |
| Daegu           | Südkorea            | 1 Stern           | 14. bis 16. Juli 2017       |
| Olsztyn         | Polen               | 4 Sterne          | 19. bis 23. Juli 2017       |
| Ulsan           | Südkorea            | 1 Stern           | 20. bis 22. Juli 2017       |
| Agadir          | Marokko             | 1 Stern           | 21. bis 23. Juli 2017       |
| Wien            | Österreich          | Weltmeisterschaft | 28. Juli bis 5. August 2017 |
| Hamburg         | Deutschland         | Saisonfinale      | 22. bis 27. August 2017     |

### Fort Lauderdale
Major 5 Sterne, 7. bis 11. Februar 2017
| Platz | Team                                  |
| ----- | ------------------------------------- |
| 1     | Larissa França / Talita Antunes       |
| 2     | Ágatha Bednarczuk / Duda Lisboa       |
| 3     | Chantal Laboureur / Julia Sude        |
| 4     | Summer Ross / Brooke Sweat            |
| 5     | Bárbara Seixas / Fernanda Alves       |
| 5     | Josi Alves / Lili Maestrini           |
| 5     | Kristýna Kolocová / Michala Kvapilová |
| 5     | April Ross / Kerri Walsh Jennings     |

### Shepparton
1 Stern, 4. bis 5. März 2017
| Platz | Team                                 |
| ----- | ------------------------------------ |
| 1     | Julie Gordon / Camille Saxton        |
| 2     | Kim Behrens / Anni Schumacher        |
| 3     | Phoebe Bell / Nicole Laird           |
| 4     | Leonie Körtzinger / Sandra Seyfferth |
| 5     | Mariafe Artacho / Brittany Kendall   |
| 5     | Jessyka Ngauamo / Becchara Palmer    |
| 5     | Yukako Suzuki / Miki Ishii           |
| 5     | Fanny Lindström / Sigrid Simonsson   |

### Sydney
2 Sterne, 17. bis 19. März 2017
| Platz | Team                                 |
| ----- | ------------------------------------ |
| 1     | Julie Gordon / Camille Saxton        |
| 2     | Mariafe Artacho / Jessyka Ngauamo    |
| 3     | Louise Bawden / Nicole Laird         |
| 4     | Kim Behrens / Anni Schumacher        |
| 5     | Phoebe Bell / Becchara Palmer        |
| 5     | Alice Rohkamper / Johannah Rohkamper |
| 5     | Sayaka Mizoe / Suzuka Hashimoto      |
| 5     | Kimberly DiCello / Emily Stockman    |

### Langkawi
1 Stern, 15. bis 16. April 2017
| Platz | Team                                    |
| ----- | --------------------------------------- |
| 1     | Kimberly DiCello / Emily Stockman       |
| 2     | Martina Bonnerová / Šárka Nakládalová   |
| 3     | Lena Plesiutschnig / Cornelia Rimser    |
| 4     | Nadine Strauss / Teresa Strauss         |
| 5     | Mariafe Artacho / Brittany Kendall      |
| 5     | Katharina Schillerwein / Cinja Tillmann |
| 5     | Julija Abalakina / Xenija Dabischa      |
| 5     | Nicole Eiholzer / Dunja Gerson          |

### Xiamen
3 Sterne, 20. bis 23. April 2017
| Platz | Team                                         |
| ----- | -------------------------------------------- |
| 1     | Bárbara Seixas / Fernanda Alves              |
| 2     | Wang Fan / Yue Yuan                          |
| 3     | Victoria Bieneck / Isabel Schneider          |
| 4     | Maria Antonelli / Carol Horta                |
| 5     | Stefanie Schwaiger / Katharina Schützenhöfer |
| 5     | Jolien Sinnema / Joy Stubbe                  |
| 5     | Jewgenija Ukolowa / Anastassija Barsuk       |
| 5     | Emily Day / Brittany Hochevar                |

### Rio de Janeiro
4 Sterne, 18. bis 21. Mai 2017
| Platz | Team                                 |
| ----- | ------------------------------------ |
| 1     | Ágatha Bednarczuk / Duda Lisboa      |
| 2     | Melissa Humana-Paredes / Sarah Pavan |
| 3     | Barbora Hermannová / Markéta Sluková |
| 4     | Bárbara Seixas / Fernanda Alves      |
| 5     | Larissa França / Talita Antunes      |
| 5     | Chantal Laboureur / Julia Sude       |
| 5     | Laura Ludwig / Kira Walkenhorst      |
| 5     | Kelly Claes / Sara Hughes            |

### Moskau
3 Sterne, 31. Mai bis 4. Juni 2017
| Platz | Team                                |
| ----- | ----------------------------------- |
| 1     | Larissa França / Talita Antunes     |
| 2     | Summer Ross / Brooke Sweat          |
| 3     | Ágatha Bednarczuk / Duda Lisboa     |
| 4     | Victoria Bieneck / Isabel Schneider |
| 5     | Louise Bawden / Taliqua Clancy      |
| 5     | Maria Antonelli / Carol Solberg     |
| 5     | Karla Borger / Margareta Kozuch     |
| 5     | Chantal Laboureur / Julia Sude      |

### Den Haag
3 Sterne, 15. bis 18. Juni 2017
| Platz | Team                                 |
| ----- | ------------------------------------ |
| 1     | Maria Antonelli / Carol Solberg      |
| 2     | Joana Heidrich / Anouk Vergé-Dépré   |
| 3     | Ágatha Bednarczuk / Duda Lisboa      |
| 4     | Melissa Humana-Paredes / Sarah Pavan |
| 5     | Louise Bawden / Taliqua Clancy       |
| 5     | Larissa França / Talita Antunes      |
| 5     | Heather Bansley / Brandie Wilkerson  |
| 5     | Summer Ross / Brooke Sweat           |

### Jiangning
2 Sterne, 16. bis 18. Juni 2017
| Platz | Team                                         |
| ----- | -------------------------------------------- |
| 1     | Betsi Flint / Kelley Larsen                  |
| 2     | Wen Shuhui / Xia Xinyi                       |
| 3     | Ieva Dumbauskaitė / Monika Povilaitytė       |
| 4     | Martina Bonnerová / Šárka Nakládalová        |
| 5     | Wang Fan / Yue Yuan                          |
| 5     | Varapatsorn Radarong / Tanarattha Udomchavee |
| 5     | Kimberly DiCello / Emily Stockman            |
| 5     | Loti Joe / Linline Matauatu                  |

### Monaco
1 Stern, 17. bis 18. Juni 2017
| Platz | Team                                         |
| ----- | -------------------------------------------- |
| 1     | Juliana Felisberta / Carol Horta             |
| 2     | Kim Behrens / Anni Schumacher                |
| 3     | Panagiota Karagkouni / Konstantina Tsopoulou |
| 4     | Shaunna Polley / Kelsie Wills                |
| 5     | Maria Tyndeskov / Line Hansen                |
| 5     | Margaux Carrère / Alexia Richard             |
| 5     | Azusa Futami / Akiko Hasegawa                |
| 5     | Tijana Basić / Milena Matić                  |

### Nantong
2 Sterne, 23. bis 25. Juni 2017
| Platz | Team                                         |
| ----- | -------------------------------------------- |
| 1     | Wen Shuhui / Xia Xinyi                       |
| 2     | Wang Xinxin / Xue Chen                       |
| 3     | Ieva Dumbauskaitė / Monika Povilaitytė       |
| 4     | Julija Abalakina / Xenija Dabischa           |
| 5     | Juliana Felisberta / Carol Horta             |
| 5     | Megan Nagy / Marie-Christine Lapointe        |
| 5     | Megumi Murakami / Miki Ishii                 |
| 5     | Varapatsorn Radarong / Tanarattha Udomchavee |

### Poreč
Major 5 Sterne, 27. Juni bis 1. Juli 2017
| Platz | Team                                  |
| ----- | ------------------------------------- |
| 1     | Melissa Humana-Paredes / Sarah Pavan  |
| 2     | Barbora Hermannová / Markéta Sluková  |
| 3     | Nina Betschart / Tanja Hüberli        |
| 4     | Bárbara Seixas / Fernanda Alves       |
| 5     | Larissa França / Talita Antunes       |
| 5     | Kristýna Kolocová / Michala Kvapilová |
| 5     | Joana Heidrich / Anouk Vergé-Dépré    |
| 5     | Kelly Claes / Sara Hughes             |

### Gstaad
Major 5 Sterne, 4. bis 9. Juli 2017
| Platz | Team                                 |
| ----- | ------------------------------------ |
| 1     | Chantal Laboureur / Julia Sude       |
| 2     | Larissa França / Talita Antunes      |
| 3     | Melissa Humana-Paredes / Sarah Pavan |
| 4     | Joana Heidrich / Anouk Vergé-Dépré   |
| 5     | Ágatha Bednarczuk / Duda Lisboa      |
| 5     | Taiana Lima / Elize Maia             |
| 5     | Kristina May / Taylor Pischke        |
| 5     | Barbora Hermannová / Markéta Sluková |

### Daegu
1 Stern, 14. bis 16. Juli 2017
| Platz | Team                                         |
| ----- | -------------------------------------------- |
| 1     | Megumi Murakami / Miki Ishii                 |
| 2     | Varapatsorn Radarong / Tanarattha Udomchavee |
| 3     | Kateřina Valková / Diana Žolnerčíková        |
| 4     | Lisa Arnholdt / Leonie Welsch                |
| 5     | Amanda Harnett / Kelsey Veltman              |
| 5     | Shaunna Polley / Kelsie Wills                |
| 5     | Julia Tilley / Alice Bain                    |
| 5     | Amanda Dowdy / Irene Pollock                 |

### Olsztyn
4 Sterne, 19. bis 23. Juli 2017
| Platz | Team                                  |
| ----- | ------------------------------------- |
| 1     | Larissa França / Talita Antunes       |
| 2     | Melissa Humana-Paredes / Sarah Pavan  |
| 3     | Ágatha Bednarczuk / Duda Lisboa       |
| 4     | Nicole Branagh / Kerri Walsh Jennings |
| 5     | Kristýna Kolocová / Michala Kvapilová |
| 5     | Chantal Laboureur / Julia Sude        |
| 5     | Joana Heidrich / Anouk Vergé-Dépré    |
| 5     | Summer Ross / Brooke Sweat            |

### Ulsan
1 Stern, 20. bis 22. Juli 2017
| Platz | Team                                         |
| ----- | -------------------------------------------- |
| 1     | Betsi Flint / Kelley Larsen                  |
| 2     | Varapatsorn Radarong / Tanarattha Udomchavee |
| 3     | Shaunna Polley / Kelsie Wills                |
| 4     | Rumpaipruet Numwong / Khanittha Hongpak      |
| 5     | Victoria Palmer / Jessica Grimson            |
| 5     | Sayaka Mizoe / Suzuka Hashimoto              |
| 5     | Julia Tilley / Alice Bain                    |
| 5     | Amanda Dowdy / Irene Pollock                 |

### Agadir
1 Stern, 21. bis 23. Juli 2017
| Platz | Team                                  |
| ----- | ------------------------------------- |
| 1     | Nicole Eiholzer / Dunja Gerson        |
| 2     | Azusa Futami / Akiko Hasegawa         |
| 3     | Lézana Placette / Aline Chamereau     |
| 4     | Erika Bobadilla / Gabriela Filippo    |
| 5     | Megan Nagy / Marie-Christine Lapointe |
| 5     | Andrea Galindo / Claudia Galindo      |
| 5     | Laura Giombini / Agata Zuccarelli     |
| 5     | Lynne Beattie / Melissa Coutts        |

### Wien
Weltmeisterschaft, 28. Juli bis 5. August 2017
| Platz | Team                                 |
| ----- | ------------------------------------ |
| 1     | Laura Ludwig / Kira Walkenhorst      |
| 2     | April Ross / Lauren Fendrick         |
| 3     | Larissa França / Talita Antunes      |
| 4     | Melissa Humana-Paredes / Sarah Pavan |
| 5     | Chantal Laboureur / Julia Sude       |
| 5     | Maria Antonelli / Carol Solberg      |
| 5     | Heather Bansley / Brandie Wilkerson  |
| 5     | Summer Ross / Brooke Sweat           |

### Hamburg
Saisonfinale, 22. bis 26. August 2017
| Platz | Team                                  |
| ----- | ------------------------------------- |
| 1     | Laura Ludwig / Kira Walkenhorst       |
| 2     | Ágatha Bednarczuk / Duda Lisboa       |
| 3     | Larissa França / Talita Antunes       |
| 4     | Melissa Humana-Paredes / Sarah Pavan  |
| 5     | Barbora Hermannová / Markéta Sluková  |
| 5     | Chantal Laboureur / Julia Sude        |
| 5     | Nina Betschart / Tanja Hüberli        |
| 5     | Joana Heidrich / Anouk Vergé-Dépré    |
| 9     | Heather Bansley / Brandie Wilkerson   |
| 9     | Kristýna Kolocová / Michala Kvapilová |
| 9     | April Ross / Lauren Fendrick          |
| 9     | Summer Ross / Brooke Sweat            |

## Auszeichnungen des Jahres 2017
| FIVB Tour Champion                                      | Larissa França / Talita Antunes da Rocha |
| Mannschaft des Jahres (Team of the Year)                | Larissa França / Talita Antunes da Rocha |
| Herausragendste Spielerin (Most Outstanding Player)     | Laura Ludwig                             |
| Beste Zuspielerin (Best Setter)                         | Larissa França                           |
| Beste Angreiferin (Best Hitter)                         | Kira Walkenhorst                         |
| Beste Aufschlägerin (Best Server)                       | April Ross                               |
| Bester Neuling (Best Rookie)                            | Sara Hughes                              |
| Beste Blockerin (Best Blocker)                          | Sarah Pavan                              |
| Beste offensive Spielerin (Best Offensive Player)       | Larissa França                           |
| Beste defensive Spielerin (Best Defensive Player)       | Laura Ludwig                             |
| Am meisten verbesserte Spielerin (Most Improved Player) | Melissa Humana-Paredes                   |
| Inspirierendste Spielerin (Most Inspirational Player)   | Laura Ludwig                             |
| Sportlerin des Jahres (Sportswomen of the Year)         | Laura Ludwig                             |